# Biscogniauxia arima
Biscogniauxia arima är en svampart som beskrevs av F. San Martín, Y.M. Ju & J.D. Rogers 1998. Biscogniauxia arima ingår i släktet Biscogniauxia och familjen kolkärnsvampar.   Inga underarter finns listade i Catalogue of Life.